# 在中華民国ツバル大使館
在中華民国ツバル大使館（ざいちゅうかみんこくツバルたいしかん、英語: Embassy of Tuvalu in the Republic of China、繁体字中国語: 吐瓦魯駐中華民國大使館）は、ツバルが中華民国（台湾）の首都台北市に設置している大使館である。1979年9月19日に両国間の外交関係が樹立された後、2013年3月14日に大使館が開設された。

## 住所
台北市士林区天母西路62巷9號9樓

## 大使
2022年6月20日、ビケニベウ・パエニウが蔡英文総統に信任状を捧呈して、爾後、特命全権大使を務めている。
歴代大使からは首相を輩出している。ビケニベウ・パエニウ大使は首相経験者である。また、1997年から大使館開館まで非常駐の駐華大使であったエネレ・ソポアガ（エネレ・ソポアンガ）は、2013年から2019年まで首相を務めた。